# رينيه فرينش
رينيه فرينش (بالإنجليزية: Renée French)‏ هي فنانة قصص مصورة وفنانة أمريكية، ولدت في 15 نوفمبر 1963.